# Luigi Costigliolo
Luigi Edilio Costigliolo (ur. 24 kwietnia 1892 w Genui, zm. 22 sierpnia 1939 tamże) – włoski gimnastyk, medalista olimpijski.
Brat gimnastyka Carlo Costigliolo, olimpijczyka z 1920 roku.
W 1920 r. reprezentował barwy Zjednoczonego Królestwa Włoch na letnich igrzyskach olimpijskich w Antwerpii, zdobywając złoty medal w wieloboju drużynowym. Startował również w wieloboju indywidualnym, zajmując 8. miejsce.